# Charles Caleb Colton
Pour les articles homonymes, voir Colton.
Charles Caleb Colton est un clerc, écrivain et collectionneur anglais, baptisé le 11 décembre 1777 et mort à Paris le 28 avril 1832. Ses recueils d'aphorismes, bien que presque oubliés de nos jours, rencontrèrent un grand succès au moment de leur publication.

## Biographie
Fils du révérend Barfoot Colton, il a fait ses études au Eton College et au King's College de Cambridge. Il y obtient son baccalauréat en 1801 puis sa maîtrise en 1804.
Dès 1801, le collège lui offrit la curatelle perpétuelle du quartier du prieur de Tiverton, où il vécut pendant de nombreuses années. Il a été nommé au presbytère de Kew et Petersham en 1812. Toutefois, son implication dans ses fonctions pastorales était erratique : tantôt consciencieuse et brillante, tantôt superficielle et indulgente.
La publication de Lacon, or Many Things in Few Words [Lacon, ou Beaucoup de choses en quelques mots] en 1820 rencontra un vif succès ; l'édition originale modeste et bon marché connu cinq réimpressions en 1821.
Il quitta le service religieux officiel et l'Angleterre en 1828 et voyagea aux États-Unis durant deux ans.
Il s'établit finalement dans une modeste résidence à Paris. Il y a investi dans une galerie d'art et rassemble une grande collection de peintures de valeur. Il était aussi collectionneur de vin et amateur de la chasse à la perdrix.
Il fréquente aussi les salles de jeux du Palais-Royal mais finit par y perdre l'équivalent de 25 000 livres anglaises qu'il avait amassées.
Dans ses vieux jours, Colton vivait des fonds reçus de sa famille proche. Malade, mais redoutant l'intervention chirurgicale qu'on lui suggérait, il préfère se donner la mort. Les archives nationales de France conservent l'inventaire de son patrimoine, établi après son décès, le 4 juin 1832.

## Œuvres
- Sampford ghost, an appendix to a plain and authentic narrative of those extraordinary occurrences, etc., Tiverton, printed and sold by T. Smith, 1810, 28 p. Lire en ligne.
  - A ce sujet, voir : Geri Walton, The Sampford Ghost of 1810 and the Surrounding Controversy, https://www.geriwalton.com, 29 octobre 2014, lire en ligne.
- The Conflagration of Moscow: a poem, 1816. Au sujet de l'invasion de Moscou par Napoléon en 1812.
  - rééd. augmentée, avec une préface, 1822.
- Remarks, Critical and Moral, on the Talents of Lord Byron, and the tendencies of Don Juan, by C. C. C. [...], London, printed for the author, 2e éd., 1819.
- Lacon, or Many Things in Few Words [Lacon, ou Beaucoup de choses en quelques mots], 1820.
  - Cinq autres tirages en 1821.
  - New York, W. Gowans, 1849
  - Philadelphia, Porter & Coates, 1871.
- Lacon, Vol. II, 1822.
- Hypocrisy : a satire, London, printed for Taylor and Hessey, 1828.
- Narrative of the French revolution in 1830: an authentic detail of the events which took place on the 26th, 27th, 28th, and 29th of July, Paris, A. and W. Galignani 1830, vi-401 p., 17 cm
- Modern antiquity, and other poems, London, King, 1835 [posthume].